# Hillaby
Hillaby är en ort i Barbados. Den ligger i parishen Saint Andrew, i den nordvästra delen av landet. Hillaby ligger 196 meter över havet och antalet invånare är 519.
Den högsta punkten i närheten är Mount Hillaby, 340 meter över havet, öster om Hillaby.
Omgivningarna runt Hillaby är en mosaik av jordbruksmark och naturlig växtlighet.